# Chilicola minor
Chilicola minor is een vliesvleugelig insect uit de familie Colletidae. De wetenschappelijke naam van de soort is voor het eerst geldig gepubliceerd in 1866 door Philippi.